# Oldham Athletic AFC
Oldham Athletic AFC är en engelsk professionell fotbollsklubb i Oldham, grundad 1895. Hemmamatcherna spelas på Boundary Park. Smeknamnet är Latics, vilket är en förkortning av "Athletic". Smeknamnet delar man med Wigan Athletic. Klubben spelar från och med säsongen 2022/2023 i National League, vilket är första gången på 115 år som klubben spelar utanför de engelska proffsserierna. Dessutom har man därmed blivit första tidigare Premier League-klubben att åka ur English Football League.

## Historia

Klubbens ligaplaceringar från och med 1907.

Klubben grundades 1895 under namnet Pine Villa FC och bytte namn till Oldham Athletic AFC 1899. Fem år senare började man spela i Lancashire Combination, där man vann högstadivisionen säsongen 1906/07. Följande säsong valdes klubben in i The Football League och fick spela i dess Second Division. Oldham nådde en tredjeplats under debutsäsongen och två säsonger senare blev man tvåa och flyttades upp till högstadivisionen First Division.
Oldham gick till semifinal i FA-cupen säsongen 1912/13 och säsongen efter det blev man så bra som fyra i First Division. En säsong senare nådde man ännu högre med en andraplats, bara en poäng efter mästarna Everton. Samma säsong gick klubben till kvartsfinal i FA-cupen. Därefter avbröts ligaspelet några år på grund av första världskriget och när spelet återupptogs säsongen 1919/20 hamnade klubben i den nedre delen av tabellen liksom de följande säsongerna och 1922/23 kom man sist och åkte ned till Second Division.
Därefter spelade klubben i Second Division till och med säsongen 1934/35 då man kom näst sist och åkte ned till Third Division North. Det dröjde sedan till säsongen 1952/53 innan klubben via en divisionsseger kunde återkomma till Second Division. Tyvärr kom klubben genast sist och var tillbaka nere i Third Division North. Säsongen 1957/58 kom man på 15:e plats och blev därför placerade i den nybildade Fourth Division nästföljande säsong. De båda första säsongerna i fjärdedivisionen hamnade man så långt ned att man tvingades be om att få bli återvalda i ligan, vilket man blev. Därefter gick det bättre och efter säsongen 1962/63 kunde man lämna ligans källare efter en andraplats.
Oldham spelade sedan sex säsonger i Third Division innan man 1968/69 kom sist och åkte ned till Fourth Division. Efter bara två säsonger blev man trea och gick upp igen. Ytterligare tre säsonger senare, 1973/74, vann klubben Third Division och var tillbaka i Second Division för första gången sedan säsongen 1953/54. Man etablerade sig i divisionen och spelade där i 17 raka säsonger. Under den perioden hade man flera cupframgångar. Först gick man till final i Anglo-Scottish Cup säsongen 1978/79, där man förlorade mot Burnley med sammanlagt 1–4 över två matcher. Drygt tio år senare, säsongen 1989/90, gick man både till semifinal i FA-cupen och final i Ligacupen. I den senare matchen förlorade man mot Nottingham Forest med 0–1 på Wembley, där man spelade för första gången.
Klubben vann Second Division säsongen 1990/91 och gick upp till First Division för första gången på 68 år. Första säsongen där blev man 17:e och var därför med och bildade FA Premier League säsongen 1992/93, då man klarade sig kvar på målskillnad. Det blev bara två säsonger i FA Premier League eftersom man kom näst sist följande säsong och åkte ned till näst högsta divisionen, som nu hette First Division. Samma säsong som man åkte ur FA Premier League gick klubben till semifinal i FA-cupen igen. Man var mycket nära att vinna över Manchester United, men släppte in ett kvitteringsmål till 1–1 i slutet av förlängningen (0–0 under ordinarie tid). I returen vann United med klara 4–1.
Tre säsonger senare kom Oldham näst sist i First Division och åkte ned till Second Division (nivå 3), där man kom att tillbringa de följande 21 säsongerna. Under den tiden bytte divisionen namn till League One. Oldham gick till semifinal i Football League Trophy både 2004/05 och 2011/12. Säsongen 2017/18 kom klubben fjärde sist i League One och blev nedflyttad till fjärde högsta divisionen, League Two, på vilken nivå man inte spelat sedan säsongen 1970/71.

## Meriter

### Liga
- Premier League eller motsvarande (nivå 1): Tvåa 1914/15 (högsta ligaplacering)
- The Championship eller motsvarande (nivå 2): Mästare 1990/91; Tvåa och uppflyttade 1909/10
- League One eller motsvarande (nivå 3): Mästare 1952/53 (North), 1973/74
- League Two eller motsvarande (nivå 4): Tvåa och uppflyttade 1962/63
- Lancashire Combination: Mästare 1906/07

### Cup
- FA-cupen: Semifinal 1912/13, 1989/90, 1993/94
- Ligacupen: Final 1989/90
- Lancashire Senior Cup: Mästare 1907/08, 1966/67, 2005/06
- Anglo-Scottish Cup: Final 1978/79

## Klubbrekord
- Störst publik: 47 671, mot Sheffield Wednesday, FA-cupens 4:e omgång, 25 januari 1930
- Största seger: 11–0, mot Southport, Fourth Division, 26 december 1962
- Största förlust: 4–13, mot Tranmere Rovers, Third Division North, 26 december 1935
- Flest ligamål under en säsong: 95, Fourth Division, 1962/63
- Flest ligamål av en spelare under en säsong: 33, av Tom Davis, Third Division North, 1936/37
- Flest ligamål av en spelare totalt: 141, av Roger Palmer, 1980–1994
- Flest ligamatcher: 525, av Ian Wood, 1966–1980

### Webbkällor
- ”Club History” (på engelska). Oldham Athletic AFC. https://www.oldhamathletic.co.uk/club/club-history/. Läst 19 november 2018.